# Torre del Reloj de Merewether
La Torre del Reloj de Merewether se encuentra en Karachi, Sindh, Pakistán. Fue levantado por suscripción popular como un memorial para Sir William L. Merewether. Diseñado por James Strachan, el Ingeniero Municipal, la primera piedra fue colocada por el Gobernador de Bombay, Sir James Fergusson en 1884 Fue abierto oficialmente al público en 1892 por el Comisionado en Sind, Sir Evan James.